# Danny Hillis
William Daniel Hillis (né le 25 septembre 1956) est un inventeur, entrepreneur et informaticien américain, pionnier des ordinateurs parallèles et de leur utilisation en intelligence artificielle. Il fonde Thinking Machines Corporation, un fabricant de superordinateurs parallèles, et est ensuite vice-président de la recherche et Disney Fellow chez Walt Disney Imagineering.
Hillis a cofondé Applied Minds et Applied Invention, un groupe interdisciplinaire d'ingénieurs, de scientifiques et d'artistes.

## Biographie

### Jeunesse et travail académique
Né le 25 septembre 1956 à Baltimore, Maryland, Danny Hillis passe une grande partie de son enfance à l'étranger, en Europe, en Afrique et en Asie.
Il fréquente le Massachusetts Institute of Technology (MIT) et obtient son baccalauréat en mathématiques en 1978. En tant qu'étudiant de premier cycle, il travaillé au MIT Logo Laboratory sous la tutelle de Seymour Papert, développant du matériel informatique et des logiciels pour les enfants. Durant cette période, il conçoit également des jouets et des jeux informatiques pour la société Milton Bradley. Alors qu'il est encore à l'université, il cofonde Terrapin Inc., un producteur de logiciels informatiques, dont Logo, pour les écoles élémentaires,.
En tant qu'étudiant diplômé au laboratoire d'informatique et d'intelligence artificielle du MIT, Hillis conçoit des bras robotisés contrôlés par des tendons et une « peau » de robot tactile.
Durant ses années d'université, Hillis fait partie de l'équipe qui construit un ordinateur composé entièrement de Tinkertoys, actuellement au Computer History Museum de Mountain View, en Californie.
Au MIT, Hillis commence à étudier l'intelligence artificielle sous la direction de Marvin Minsky. En 1981, il propose de construire un ordinateur massivement parallèle pour l'intelligence artificielle, composé d'un million de processeurs, chacun similaire à une unité de traitement graphique moderne. Ces travaux aboutissent à la conception d’un ordinateur massivement parallèle doté de 64 000 cœurs de processeur. Il est baptisé la Machine de Connexion, et elle devient le sujet de son doctorat, pour lequel il reçoit le prix de thèse de doctorat de l'Association for Computing Machinery en 1985. Hillis obtient son doctorat en 1988, en étant Hertz Foundation Fellow au Massachusetts Institute of Technology, sous la supervision de Marvin Minsky, Claude Shannon et Gerald Sussman. Il est ensuite professeur adjoint au MIT Media Lab, où il écrit The Pattern on the Stone.

## Carrière technologique
Hillis fonde un certain nombre d'entreprises technologiques, notamment Thinking Machines Corporation, Applied Minds, Metaweb Technologies, Applied Proteomics et Applied Invention. Hillis possède plus de 300 brevets délivrés dans des domaines tels que les ordinateurs parallèles, les interfaces tactiles, les baies de disques, les méthodes de prévention de la falsification, les appareils électroniques et mécaniques et les techniques biomédicales, les baies de disques RAID, les multiprocesseurs multicœurs et le routage par trou de ver dans le traitement parallèle.

### Thinking Machines
Encore étudiant, Hillis cofonde Thinking Machines Corporation pour produire et commercialiser des ordinateurs parallèles, développant une série de produits appelés Connection Machine. À l'époque, la société produit bon nombre des ordinateurs les plus rapides au monde utilisés dans des applications de calcul exigeantes et gourmandes en données. Il est utilisé par le Stanford Exploration Project pour l'exploration pétrolière, et pour des applications pionnières d'exploration de données par American Express ainsi que de nombreuses applications scientifiques dans de grandes organisations.
En plus de concevoir les principaux produits de l'entreprise, Hillis travaille en étroite collaboration avec les utilisateurs de sa machine, l'appliquant à des problèmes d'astrophysique, de conception d'avions, d'analyse financière, de génétique, d'Infographie, d'imagerie médicale, de compréhension d'images, de neurobiologie, de science des matériaux, de cryptographie et de physique subatomique.
Chez Thinking Machines, il constitue une équipe de scientifiques, de concepteurs et d’ingénieurs, comprenant Sydney Brenner, Richard Feynman, Brewster Kahle et Eric Lander.
Parmi les utilisateurs des ordinateurs Thinking Machines figurent Sergey Brin, qui fonde plus tard Google et Neal Stephenson, qui tente d'utiliser un CM-2 pour implémenter un jeu qu'il transforme plus tard en roman Snow Crash.

### Disney
En 1996, Hillis rejoint The Walt Disney Company dans le statut nouvellement créé de Disney Fellow et en tant que vice-président, Recherche et Développement chez Disney Imagineering. Il développe de nouvelles technologies et stratégies commerciales pour les parcs à thème, la télévision, le cinéma et les produits de consommation de Disney,. Il conçoit également de nouveaux manèges pour parcs à thème, un dinosaure ambulant grandeur nature et divers dispositifs micromécaniques.

### Applied Minds
En 2000, Hillis cofonde le groupe de réflexion R&D Applied Minds avec son collègue de Disney Bran Ferren. L’environnement créatif et les divers projets valent à Applied Minds une attention médiatique abondante. « C'est comme si la chocolaterie de Willy Wonka s'ouvrait grand pour nous accueillir. Sauf qu'ici, tous les bonbons sont branchés », pouvait-on lire dans un article du magazine Wired. Les travaux réalisés au sein de l'entreprise couvrent un large éventail d'industries et de domaines d'application, notamment les satellites, les hélicoptères et les établissements d'enseignement.
Lorsqu'il travaille chez Applied Minds, Hillis conçoit et construit un centre de données informatiques à grande échelle pour Sun Microsystems (le Sun Modular Datacenter) qui s'inscrit dans un conteneur d'expédition standard de 20 pieds, résolvant, entre autres, les problèmes d'adaptation de la capacité du processeur, du refroidissement, des besoins en énergie et du stockage dans une solution portable unique. Ce type de « centre de données dans une boîte » est désormais devenu une méthode courante pour construire de grands centres de données.
Pour Herman Miller, Hillis conçoit une solution de confidentialité audio, basée sur un mélange phonétique — Babble — qui est reçu dans les médias comme une version du Cône du Silence et est commercialisé par une nouvelle société, Sonare. Hillis développe également pour Herman Miller un système d'alimentation et d'éclairage flexible et reconfigurable, qui est commercialisé par une autre nouvelle société, Convia.
Dans le cadre d'une première interface de table cartographique à écran tactile, Hillis invente et brevète l'utilisation de plusieurs points tactiles pour contrôler une interface de zoom, qui est maintenant appelée « pincer pour zoomer ». L'un de ces brevets sert de base à la décision de l'USPTO de rejeter la revendication d'Apple Inc. sur un brevet « pincer pour zoomer » dans son litige juridique avec Samsung, au motif qu'il était décrit dans le brevet Hillis.

### Metaweb
En 2005, Hillis et d'autres membres d'Applied Minds fondent Metaweb Technologies pour développer une infrastructure de stockage de données sémantiques pour Internet et Freebase, une base de données ouverte et structurée des connaissances mondiales. Cette société est acquise par Google et sa technologie est la base du Google Knowledge Graph.

### Recherche sur le cancer et Applied protéomics
En 2012, Hillis contribue à créer un programme de recherche sur le cancer et la protéomique en tant que professeur de médecine de recherche à la Keck School of Medicine de l'USC et chercheur principal du laboratoire de sciences physiques en oncologie du National Cancer Institute à l'USC. Il cofonde Applied Proteomics (API) avec David Agus pour rendre pratique la découverte de biomarqueurs basée sur la protéomique. Hillis et ses collègues d'API développent l'une des premières plateformes de découverte de biomarqueurs protéiques et un test sanguin pour le cancer du côlon à un stade précoce, mais ils n'ont pas réussi à convaincre les investisseurs de financer la mise sur le marché de leur technologie protéomique,.
Hillis occupe des postes universitaires en tant que professeur d'ingénierie et de médecine Judge Widney à l'Université de Californie du Sud, professeur de recherche en médecine à la Keck School of Medicine de l'USC et professeur de recherche en ingénierie à la USC Viterbi School of Engineering. Il est le premier chercheur principal du laboratoire de sciences physiques en oncologie du National Cancer Institute à l'USC.

### Applied Invention
En 2015, Hillis cofonde Applied Invention, un groupe interdisciplinaire d'ingénieurs, de scientifiques et d'artistes. Applied Invention développe des solutions technologiques  en partenariat avec d'autres entreprises et entrepreneurs et participe à la fondation de Dark Sky, une société de technologie de prévision météorologique avec des applications Web et mobiles grand public qui est finalement vendue à Apple.

## The Pattern on the Stone
Le livre de vulgarisation scientifique de Hillis, The Pattern on the Stone, publié en 1998, tente d'expliquer les concepts de l'informatique aux profanes en utilisant un langage simple, des métaphores et des analogies. Il s'étend de l'algèbre booléenne à des sujets tels que la théorie de l'information, le calcul parallèle, la cryptographie, les algorithmes, les heuristiques, les machines de Turing et les technologies en évolution telles que l'informatique quantique et les systèmes émergents.

## La Fondation Long Now
En 1986, Hillis s'est dit alarmé par le fait que la société a ce qu'il appelait une « barrière mentale » qui la contraint à considérer l'an 2000 comme la limite de l'avenir. Il propose un projet de construction d'une horloge mécanique qui durerait 10 000 ans. Ce projet devient le projet initial de la Fondation Long Now, qu'il cofonde avec Stewart Brand et dont il est coprésident. Un prototype de l'Horloge du Long Maintenant est exposé au Science Museum de Londres.

## Récompenses
Hillis reçoit le premier prix Dan-David pour avoir façonné et enrichi la société et la vie publique en 2002, le prix Spirit of American Creativity de 1991 pour ses inventions, le Prix Grace-Murray-Hopper de 1989 pour ses contributions à l'informatique et le prix Ramanujan de 1988 pour ses travaux en mathématiques appliquées.
Hillis est membre de la National Academy of Engineering, de l'Association for Computing Machinery, de l'International Leadership Forum et de l'Académie américaine des arts et des sciences.